# Diastopora malacensis
Diastopora malacensis är en mossdjursart som först beskrevs av d'Orbigny 1853.  Diastopora malacensis ingår i släktet Diastopora och familjen Diastoporidae. Inga underarter finns listade i Catalogue of Life.